# Hiti
Hiti oder  Hiti-rau-mea,  ist ein schmales, unbewohntes Atoll des Tuamotu-Archipels im Pazifischen Ozean. Das Atoll hat eine ovale Form, ist 9 km lang und 6 km breit. Die Landfläche beträgt nur etwa 3 km². Die Lagune hat keinen Zugang zum Meer. Hiti gehört zu Französisch-Polynesien und dort zur Gemeinde Makemo. Das Atoll bildet zusammen mit Tepoto Sud und Tuanake die Gruppe der Raevski-Atolle.
Das Atoll wurde 1820 von dem deutschbaltischen Entdecker Fabian Gottlieb von Bellingshausen entdeckt. 